# Liste der Biografien/Hm
Liste der Biografien |
Portal Biografien |
Personensuche
# |
A |
B |
C |
D |
E |
F |
G |
H |
I |
J |
K |
L |
M |
N |
O |
P |
Q |
R |
S |
T |
U |
V |
W |
X |
Y |
Z |
?
 
Ha |
Hd |
He |
Hi |
Hj |
Hk |
Hl |
Hm |
Hn |
Ho |
Hr |
Hs |
Ht |
Hu |
Hv |
Hw |
Hy
Die Liste der Biografien führt alle Personen auf, die in der deutschsprachigen Wikipedia einen Artikel haben. Dieses ist eine Teilliste mit 11 Einträgen von Personen, deren Namen mit den Buchstaben „Hm“ beginnt.

## Hm

### Hma
- Hmae, Jose (* 1978), neukaledonischer Fußballspieler
- Hmaé, Michel (* 1978), neukaledonischer Fußballspieler
- Hmam, Rami (* 1998), tunesischer Handballspieler
- Hmam, Wissem (* 1981), tunesischer Handballspieler und -trainer

### Hme
- Hmeidan, Kenda (* 1992), syrische Schauspielerin und Sprecherin
- Hmelevskaya, Marina (* 1990), usbekische Sommerbiathletin und Leichtathletin

### Hmi
- Hmida, Bochra Belhaj, tunesische Anwältin und Politikerin
- Hmiel, Shane (* 1980), US-amerikanischer Autorennfahrer
- Hmila, Anouar (* 1974), tunesischer Fußballschiedsrichterassistent
- Hmírová, Patrícia (* 1993), slowakische Fußballspielerin

### Hmy
- Hmyrja, Borys (1903–1969), ukrainischer Opern- und Kammersänger (Bass)